# Hôtel Biron

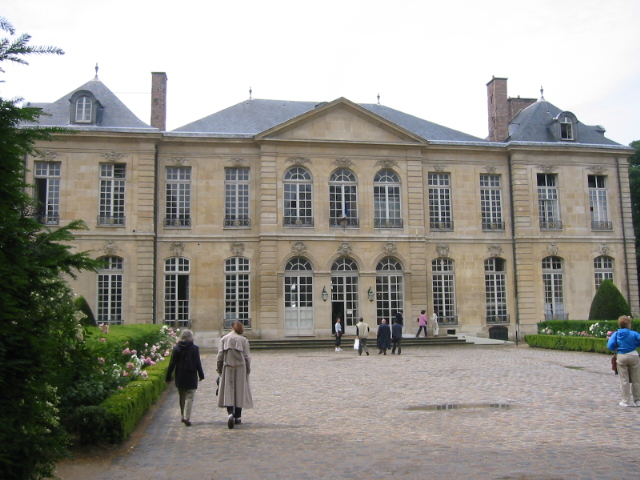
Fachada principal do Hôtel Biron.

O Hôtel Biron é um hôtel particulier situado na Rue de Varenne, no VII arrondissement de Paris. Foi construído pelo arquitecto Jacques Gabriel e pelo seu desenhador associado Jean Aubert, entre 1728 e 1731, no interior dum parque de 3 hectares, sendo comprado pelo Marechal de Biron em 1753. Desde 1919 aloja o Museu Auguste Rodin.

## História

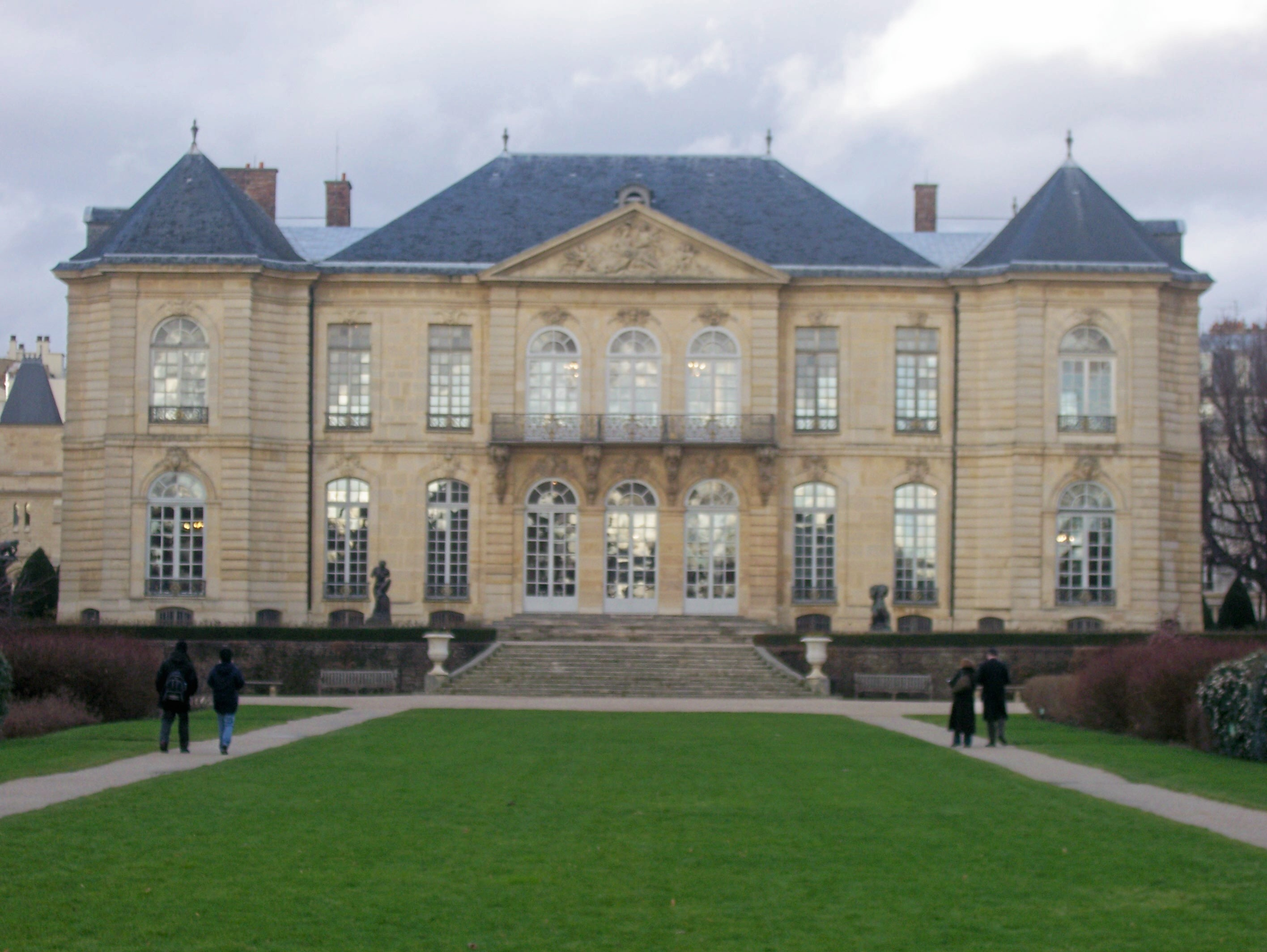
O Hôtel Biron, fachada voltada ao parque.

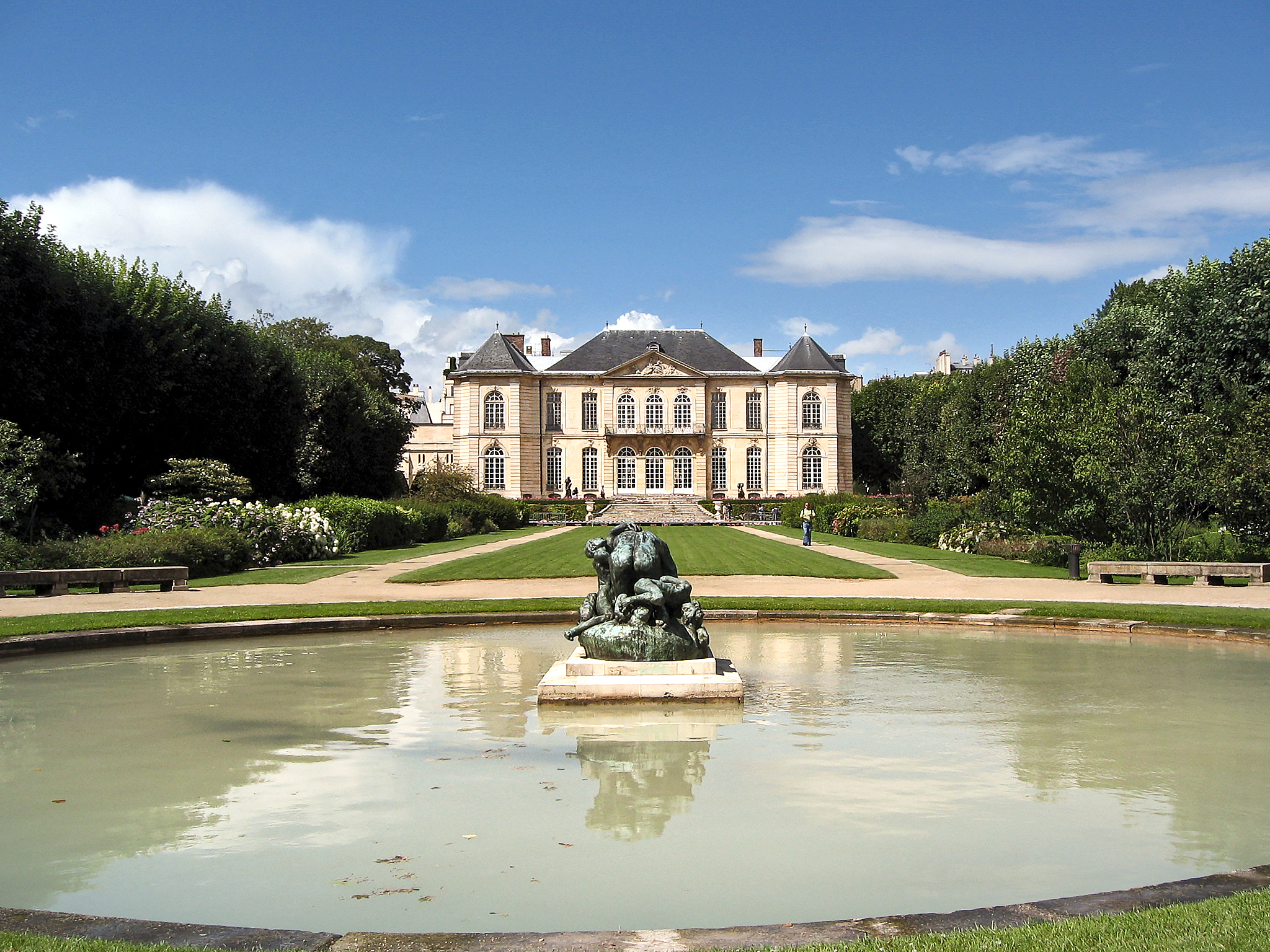
O Hôtel Biron visto do parque.

O Hôtel Biron foi construído para um fabricante de perucas, Abraham Peyrenc de Moras, próximo do Hôtel des Invalides, pelos arquitectos  Jacques Gabriel e Jean Aubert (futuro arquitecto das cavalariças do Château de Chantilly), numa época em que o bairro de Faubourg Saint-Germain ainda tinha características suburbanas. Abraham havia especulado com sucesso nos fatídicos esquemas de papel-moeda de John Law que levaram muitos à ruína. A sua casa, a mais soberba na vizinhança, foi construída como uma estrutura independente, não erguida entre cour et jardin ("entre pátio e jardim") com paredes divididas com edifícios contíguos, uma pática tradicionalmente utilizada, desde o século XVII, na edificação dos palácios urbanos parisienses edificados nos bairros mais densamente construídos. O palácio continua rodeado por três hectares de terrenos. No interior apresenta apainelamentos (boiseries) entalhados num estilo plenamente rococó e possui dois salões elípticos que formam pavilhões anexos na fachada do jardim. Existiam dezasseis medalhões ou pinturas sobre as portas, da autoria de François Lemoyne, premier peintre du roi ("primeiro pintor do rei"), enquadradas no apainelamento. O palácio de Peyrenc de Moras, tal como foi previsto, ficou completo em 1731, um ano antes da morte de Peyrenc. 
A viúva de Peyrenc vendeu a propriedade a Anne-Louise Bénédicte de Bourbon-Condéà, a Duquesa do Maine, casada com um filho natural de Luís XIV; a nova proprietária tomou posse do palácio em Janeiro de 1737 e fez algumas alterações menores.

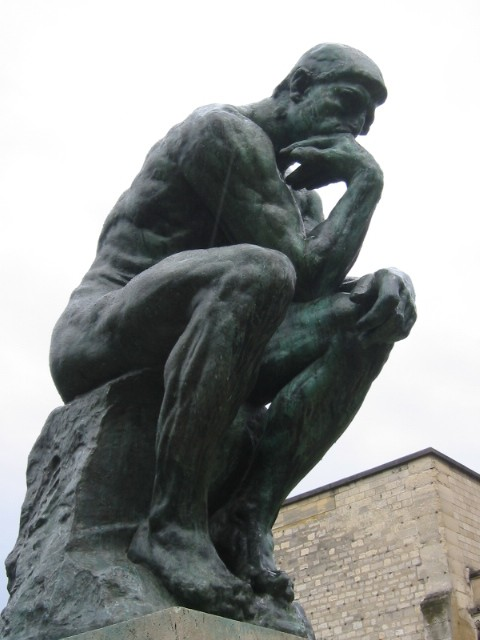
O Pensador de Rodin, parque do Hôtel Biron.

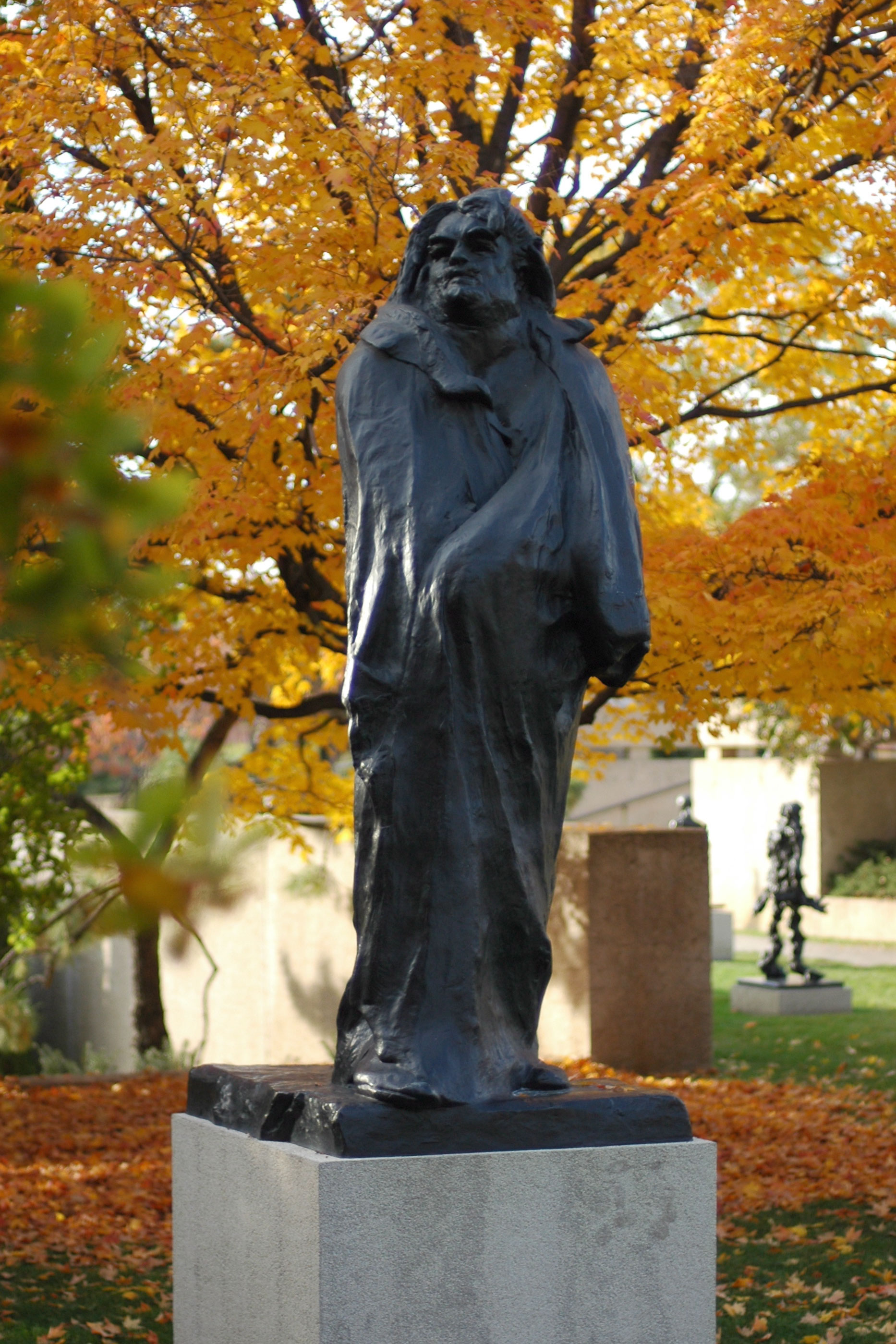
Monumento a Balzac, parque do Hôtel Biron.

Após a morte da duquesa, em 1753, o palácio tornou-se propriedade de Louis Antoine de Gontaut, o Marechal de Biron, herói da Batalha de Fontenoy (1745), cujo nome carrega. Uma planta do edifício e dos jardins tal como eram em 1752 mostra o profundo terraço nas traseiras com a alguns amplos degraus curvados que conduzem a parterres correspondentes, contendo compartimentos formados por cascalho e rodeados por arbustos cotados em cone, os quais flanqueiam o largo passeio central em gravilha. À esquerda do profundo pátio de honra (cour d'honneur) e entrando por ele, cabinets de verdure ("armários de verdura" - pequenas salas ao ar livre e recessos de formas fantasiosas, ligados por curtas galerias) estavam ordenadamente cortados na sólida verdura. No lado direito do pátio estava um subsidiário pátio dos estábulos. O Duque de Biron encomendou a remodelação do parque a Dominique-Madeleine Moisy, sendo os jardins rapidamente varridos a favor duma miniatura de parque à l'anglaise ("parque à inglesa"), realizado com latadas. Quando o "Comte du Nord" (Conde do Norte), o futuro Paulo I da Rússia, e a sua condessa, os quais viajavam tecnicamente incógnitos por prazer, visitaram Paris em 1782, visitaram o jardim, "o qual é uma das maravilhas de Paris, admirando a beleza das flores e a variedade dos limites. Andaram entre os canteiros e os arbustos, maravilhando-se com a audácia e elegância das latadas formando portais, arcadas, grutas, cúpulas, pavilhões chineses (…)".
No final do sélo XVIII, o faubourg tornara-se demodé, com o desenvolvimento a oeste da Paris elegante, na Rive Droite. Em 1788, Armand Louis de Gontaut, Duque de Lauzun, herdou o domínio do seu tio, mantendo-o até 1793, quando foi guilhotinado em consequência da Revolução Francesa. O local passa a servir para a realização de bailes públicos e depois como campo de feira. 
Durante o reinado de Napoleão Bonaparte, o Hôtel Biron foi sede do legado Papal e, depois, do embaixador russo. Em 1820, a Duquesa de Béthune-Charost cedeu-o à Société du Sacré-Coeur de Jésus (Sociedade do Sagrado Coração de Jesus), fundada em 1804 pela madre Madeleine-Sophie Barat. As Damas do Sacré-Coeur, dedicadas à educação de jovens mulheres, converteram o edifício num internato para raparigas de famílias aristocráticas e de boa sociedade, despojando-o de todos os luxos, espelhos e apainelamentos e acrescentando uma capela. 
No entanto, no cumprimento da Lei Francesa da Separação da Igreja e do Estado de 1905, a escola foi forçada a encerrar e o edifício caíu no abandono. O palácio foi subdividido em alojamentos, sendo feitos planos para demolir todo o palácio e substitui-lo por um bloco de apartamentos. Nessa época, alojou provisoriamente numerosos artistas, entre os quais Jean Cocteau, Henri Matisse, o actor de Max, a escola de dança de Isadora Duncan e Auguste Rodin, que aqui se instala em 1908, a conselho do seu amigo e secretário Rainer Maria Rilke. August Rodin arrendou várias salas no piso térreo, nas quais armazenou as suas esculturas. As salas tornaram-se no seu estúdio; ali trabalhou e entreteve os amigos entre os repletos jardins. Em 1909, Rodin, no auge da sua fama, começou a movimentar-se no sentido de tornar o Hôtel Biron num museu da sua obra. 
Em 1911, o Estado francês adquiriu o domínio, atribuindo a parte sul ao Liceu Victor-Duruy. 
Rodin propôs-se a entregar ao Estado as suas colecções integrais com a condição de o Hôtel Biron se tornar Museu Rodin. Apoiado, entre outros, por Claude Monet, Octave Mirbeau, Raymond Poincaré, Georges Clemenceau e Étienne Clémentel, as doações foram oficializadas no dia 24 de Dezembro de 1916 depois de votadas pelo parlamento. Rodin doou ao Estado a totalidade das suas colecções, fotografias, arquivos, esculturas, desenhos, direitos patrimoniais, móveis, colecções privadas…
Desde a Segunda Guerra Mundial, o Museu Rodin tem conseguido comprar de volta apainelamentos e pinturas decorativas anteriormente pertencentes ao palácio, os quais foram desmontados pelas Damas do Sacré-Coeur e vendidos. Recentemente, o museu recuperou dois remates de porta de Lemoyne, Vénus Mostrando a Cupido o Ardor da sua Flecha e o Trabalho de Penélope, devolvendo-os às suas posições originais.

## Outras leituras
- Rodin: Le musée et ses collections (Scala, Paris) 1996.